# 张苑林
张苑林（？—？），浙江仙居人，中华民国时期教育家。

## 生平
早年留学日本，毕业于仙台特种水产学校。1924年，接替赵楣（赵叔枚）担任浙江省水产学校校长。当时赵楣未提出辞呈，张苑林便去省方活动，谋得校长职位，导致学生罢课抗议。张苑林还派打手打伤学生，最终私了。1925年，由陈谋琅继任。